# Tambakrejo (Patebon)
Tambakrejo is een bestuurslaag in het regentschap Kendal van de provincie Midden-Java, Indonesië. Tambakrejo telt 3579 inwoners (volkstelling 2010).